# 미국의 조세 피난처
미국은 스위스에 이어서 세계 2위의 조세 피난처로 알려져 있다.

## 역사
미국이 세계에서 가장 크고 효과적인 조세 피난처(tax haven)로 급부상하고 있다.
2008년 미국발 글로벌 금융위기가 발생했다.
2010년 3월 18일, 미국은 해외금융계좌신고법(FATCA)을 제정해 5만달러 이상 해외 계좌를 갖고 있는 미국 납세자 정보를 해외 금융사들로부터 제공받는다.
OECD는 미국 FATCA보다 한층 엄격한 기준을 마련해 회원국들에 이를 준수하도록 요구한다. 그런데 이들 규제에서 정작 미국은 면제되었다. 결국 세계에서 조세 피난처로 가장 유명하고 1위를 놓친 적이 없는 스위스를 미국이 이길 수 있게 되어, 부자들의 비밀자금을 스위스가 아닌 미국으로 유치할 수 있게 되었다.
스위스 은행은 익명성을 보장하는 숫자계좌가 유명한데, 라스베이거스 등의 미국 은행들도 익명 계좌를 발급한다. "뉴 스위스"라고 부른다.
완전 면세국(tax paradise)은 소득세, 상속세, 증여세 등 직접세가 전혀 없는 케이맨 제도, 바하마, 버뮤다 등 섬나라 소국이다. 미국은 그러한 완전 면세국은 아니다.
2016년 세계적인 투자 은행인 로스차일드는 네바다주 리노에 신탁은행을 열고, 역외 조세 피난처인 버뮤다, 바하마 등에 계좌를 보유하고 있던 부유층 고객들의 돈을 네바다로 이전시켰다.
애플 본사가 있는 미국 캘리포니아주 쿠퍼티노에서 320 km 떨어진 네바다주 리노 (네바다주)에는 애플의 자회사 브레이번이 있다. 작은 사무실에 직원도 몇 안 되지만 브레이번은 2006년 설립 이후 애플의 돈을 주식과 채권 등에 투자해 25억달러를 벌었다. 네바다주 법인세율은 0%, 캘리포니아주는 8.84%다. 레이건 행정부는 46%이던 법인세율을 2년간 34%로 낮춰 주었다. 트럼프 행정부는 법인세율 35%를 20%로 인하했다. 문재인 정부는 법인세율 20%을 25%로 인상했다. 2018년 OECD 평균 법인세율은 21.5%이다. 유럽연합(EU)에서는 아일랜드의 법인세율(12.5%)이 가장 낮다. 네바다, 텍사스, 워싱턴, 플로리다 등은 주 소득세를 부과하지 않는다. 네바다주와 라스베이거스시는 미국에서 과세율이 가장 낮다. 소득세는 물론 상속세, 법인세도 걷지 않는다.
뉴욕 타임스는 애플이 절세 방법을 적극 개발해 다른 수백개 업체들이 뒤따르도록 했다고 비판했다. 조세 피난처인 영국령 버진아일랜드에 애플이 차린 종이회사도 절세에 이용한다.

## 같이 보기
- 스위스 은행
- 파나마 페이퍼스
- 아일랜드의 조세 피난처